# Чуєнко Петро Дмитрович
Петро Дмитрович Чуєнко (31 січня (13 лютого) 1912, Петропавлівка — 18 січня 1945) — Герой Радянського Союзу, в роки радянсько-німецької війни командир кулеметного розрахунку 936-го стрілецького полку (254-я стрілецька дивізія, 52-а армія, 2-й Український фронт), сержант.

## Біографія
Народився 31 січня (13 лютого — за новим стилем) 1912 року в селі Петропавлівка (нині Городищенського району Черкаської області) в сім'ї селянина. Українець. Освіта початкова. Працював ковалем.
У Червоній Армії в 1937—1939 роках і з 1944 року. На фронтах радянсько-німецької війни з лютого 1944 року.
Під час наступу на село Кобиляки (Звенигородський район Черкаської області) 5 березня 1944 року сержант Чуєнко вогнем придушив дві кулеметні точки противника і знищив 25 ворожих солдатів.
28 березня Чуєнко першим форсував річку Прут на північ від міста Ясс (Румунія) і вогнем свого кулемета знищив 45 румунських солдатів і офіцерів, прикривав переправу інших підрозділів.
1 квітня 1944 року на висоті Безіменній (в районі села Кірпіци, Румунія) сержант Чуєнко відбив сім контратак ворога. Завдяки його мужності противник не зумів прорвати радянську оборону на зайнятих рубежах. У цьому бою Чуєнко знищив 50 солдатів і офіцерів ворога.
Указом Президії Верховної Ради СРСР від 13 вересня 1944 року за мужність, відвагу і героїзм, проявлені в боротьбі з німецько-фашистськими загарбниками, сержантові Чуєнку Петру Дмитровичу присвоєно звання Героя Радянського Союзу.
Пропав безвісти 18 січня 1945 року в боях за визволення Угорщини.

## Нагороди, пам'ять
Нагороджений орденами Леніна, Слави 3-го ступеня.
У Будинку культури села Петропавлівка встановлено бюст Героя. Його ім'я носить школа, де він навчався.